# Darko Perić
Darko Perić (Kladovo, 25 de març de 1977) és un actor serbi, conegut principalment pel seu paper de «Hèlsinki» a la sèrie La casa de papel.

## Biografia
Va néixer a Kladovo el 1977, quan Sèrbia formava part de la RFS de Iugoslàvia. Des de jove va mostrar interès per les arts escèniques, i amb catorze anys va estar a punt de mudar-se a Zagreb per estudiar animació. Això no obstant, els seus plans es van veure frustrats per l'esclat de les guerres iugoslaves; va aconseguir escapar del conflicte perquè va poder anar-se'n a Bucarest (Romania) per estudiar veterinària, i durant aquest temps va participar en algunes obres teatrals i curtmetratges.
Entre 1994 i 2000 va viure a Timişoara, on va completar els seus estudis de medicina veterinària i va fer els seus primers cursos d'interpretació. Després es va mudar a Berlín per involucrar-se en l'escena artística alternativa de la capital alemanya, participant en curtmetratges, companyies de teatre i, fins i tot, concerts de hardcore punk.
El 2004 es va traslladar a Barcelona per aprofundir en els seus estudis d'interpretació, després d'haver visitat la ciutat amb un grup d'artistes alemanys durant una gira. Els seus primers papers van ser com a secundari en produccions de TV3, fins que el 2010 va tenir el seu primer paper en una sèrie nacional: Crematorio del Canal +. A partir d'aquest moment s'establirà definitivament a la capital catalana i continuarà treballant en diverses produccions espanyoles, des de sèries de televisió fins llargmetratges.
El 2015 va actuar en Un dia perfecte, dirigida per Fernando León de Aranoa amb Benicio del Toro, Tim Robbins i Olga Kurylenko. L'any següent va debutar en Mar de plástico d'Antena 3 on interpretava a "Oso", un gàngster ucraïnès i principal antagonista de la sèrie.
El seu paper més important va arribar el 2017 amb la sèrie La casa de papel, on interpretaria al lladre Hèlsinki. Creada per Álex Pina, la sèrie va ser produïda originalment per Atresmedia fins al 2018, quan Netflix va adquirir els drets de distribució en l'àmbit mundial. Forma part de l'elenc en les quatre temporades llançades.
Perić és poliglota: parla amb fluïdesa serbi, romanès, anglès, català, italià i castellà. Una de les seves grans aficions és el bàsquet i els tatuatges.

## Filmografia

### Sèries de televisió
| Any            | Títol                    | Personatge              | Cadena             | Dades       |
| -------------- | ------------------------ | ----------------------- | ------------------ | ----------- |
| 2008           | 13 anys i un dia         |                         | TV3                | 1 episodi   |
| 2008           | El cor de la ciutat      | Home Vicky 1            | TV3                | 1 episodi   |
| 2011           | Crematorio               |                         | canal +            | 3 episodis  |
| 2012           | Kubala, Moreno i Manchón |                         | TV3                | 1 episodi   |
| 2014           | Aída                     |                         | Telecinco          | 1 episodi   |
| 2014           | La que se avecina        | Seguratat de discoteca  | Telecinco          | 1 episodi   |
| 2014 - 2015    | B&b, de boca en boca     | Serbi                   | Telecinco          | 2 episodis  |
| 2015           | Águila Roja              |                         | TVE                | 1 episodi   |
| 2016           | Buscando el norte        |                         | antena 3           | 1 episodi   |
| 2016           | Mar de plástico          | Oso                     | antena 3           | 4 episodis  |
| 2017           | El crac                  |                         | TV3                | 1 episodi   |
| 2017           | Sé quién eres            | Pres cantina            | Telecinco          | 1 episodi   |
| 2017 - present | La casa de papel         | Midko Dragic "Hèlsinki" | Antena 3 / Netflix | 23 episodis |
| 2018           | La verdad                | Mijael Varanov          | Telecinco          | 2 episodis  |